# Ректори Білоруського державного університету
Список ректорів Білоруського державного університету:
| #  | Ім'я                    | Період                             |
| -- | ----------------------- | ---------------------------------- |
| 1  | Володимир Пічета        | липень 1921 – жовтень 1929         |
| 2  | Язеп Кореневський       | 11 жовтня 1929 – 28 липня 1931     |
| 3  | Іван Єрмаков            | грудень 1931 – вересень 1933       |
| 4  | Ананій Дяков            | лютий 1934 – вересень 1935         |
| 5  | Никифор Бладика         | 3 липня 1937 – 19 грудня 1937      |
| 6  | Онуфрій Андрющенко      | 1937 – 1938                        |
| 7  | Володимир Бобровницький | 8 січня 1938 – 12 липня 1938       |
| 8  | Парфенон Савицький      | 13 грудня 1938 – 12 грудня 1946    |
| 9  | Володимир Тамашевич     | 1 грудня 1946 – лютого 1949        |
| 10 | Іван Чимбург            | 26 липня 1949 – 19 липня 1952      |
| 11 | Костянтин Лукашов       | 14 серпня 1952 – квітня 1957       |
| 12 | Антон Севченко          | 30 квітня 1957 – 13 вересня 1972   |
| 13 | Всеволод Сикорський     | 9 жовтня 1972 – 14 червня 1978     |
| 14 | Володимир Бєлий         | 1978 – 1983                        |
| 15 | Леонід Киселевський     | 1983 – 1989                        |
| 16 | Федір Капуцький         | 1990 – 1995                        |
| 17 | Олександр Козулін       | 1996 – 17 листопада 2003           |
| 18 | Василь Стражов          | 17 листопада 2003 – 31 жовтня 2008 |
| 19 | Сергій Абламейко        | 31 жовтня 2008 – 29 вересня 2017   |
| 20 | Андрій Король           | З 29 вересня 2017                  |